# Браун, Джереми, 11-й маркиз Слайго
Джереми Улик Браун, 11-й маркиз Слайго (англ. Jeremy Ulick Browne, 11th Marquess of Sligo; 4 июня 1939 — 13 июля 2014) — ирландский наследственный пэр и бизнесмен. С 1952 по 1991 год он был известен как граф Алтамонт. После смерти своего отца он получил право заседать в Палате лордов в силу дополнительного титула барона Маунтигла в Пэрстве Соединённого королевства. Однако он так и не занял свое место и потерял это право с принятием Акта о Палате лордов 1999 года.

## Биография
Родился 4 июня 1939 года. Единственный сын Дэниса Брауна, 10-го маркиза Слайго (1908—1991), и Хосе Гош (1908—2004). Он получил образование в колледже Святого Колумбы в Дублине и в Королевском сельскохозяйственном колледже. До наследования своего титула Джереми Браун, тогда граф Алтамонт, и его отец работали над стабилизацией будущего семейного поместья Уэстпорт-хаус на фоне падения цен на сельскохозяйственную продукцию, которое поразило Ирландию в 1960-х годах. Уэстпорт-хаус был первым величественным домом в стране, открытым для публики, и продолжает оставаться главной туристической достопримечательностью.
Во время Смуты в поместье вторглись сторонники ИРА, которые размахивали черными флагами в поддержку ирландской голодовки 1981 года, ситуации, которую граф Алтамонт смог дипломатично и быстро разрядить. В мае 2014 года вышла его книга «Жизнь в Уэстпорт-хаусе: 50 лет спустя».
11 сентября 1991 года после смерти своего отца Джереми Улик Браун унаследовал титулы 11-го маркиза Слайго, 13-го барона Маунтигла из Уэстпорта (графство Мейо), 9-го графа Кланрикарда (графство Голуэй), 11-го барона Маунтигла из Уэстпорта (графство Мейо), 13-го виконта Уэстпорта из Уэстпорта (графство Мейо) и 13-го графа Алтамонта (графство Мейо).

## Семья
26 октября 1961 года Джереми Улик Браун женился на Дженнифер Джун Лушингтон Купер, дочери майора Джорджа Дерека Купера и Памелы Армстронг-Лашингтон-Таллох. Леди Слайго — падчерица бывшей виконтессы Рутвен из Канберры, а её отец стал в 1952 году отчимом двух молодых пасынков, ныне нынешнего графа Гоури и его брата, журналиста и исламского ученого Малиса Рутвена. У маркиза и маркизы было пять дочерей:
- Леди Шилин Фелисити Браун (род. 1 июня 1963)
- Леди Карен Лавиния Браун (род. 3 июля 1964)
- Леди Люсинда Джейн Браун (род. 18 мая 1969)
- Леди Клэр Ромейн Браун (род. 23 декабря 1974)
- Леди Аланна Памела Джозефина Грейс Браун (род. 1980).

После смерти 11-го маркиза Слайго его дочери унаследовали фамильное поместье Уэстпорт, в то время как его двоюродный брат Себастьян Браун сменил его на посту 12-го маркиза Слайго.
Лорд Слайго представил законопроект о частных членах в Дойл-Эрен в 1990 году, чтобы разрешить роспуск семейного фонда, который помешал бы его пяти дочерям унаследовать Вестпорт-хаус из-за их женского пола.